# Heteropternis royi
Heteropternis royi är en insektsart som beskrevs av Mestre 1988. Heteropternis royi ingår i släktet Heteropternis och familjen gräshoppor. Inga underarter finns listade i Catalogue of Life.